# Kokkolan Palloveikot
O Kokkolan Palloveikot, mais conhecido pelo acrônimo KPV, é um clube de futebol finlandês com sede na cidade de Kokkola. Fundado em 12 de outubro de 1930, o clube se sagrou campeão da Mestaruussarja de 1969.

## Títulos
- Mestaruussarja: 1969.[3][4]